# K Records
K Records – niezależna wytwórnia płytowa z Olympii, założona i prowadzona przez Calvina Johnsona, muzyka zespołów Cool Rays, Beat Happening, The Go Team, The Halo Benders i Dub Narcotic Sound System. Pierwotnym założeniem było wydawanie muzyki tworzonej przez Calvina i jego znajomych. Z czasem wytwórnia urosła do rangi jednej z najważniejszych wytwórni niezależnych na świecie. Poza albumami wydawali też serię singli o nazwie International Pop Underground. Znaczna część nagrań wydawanych przez K powstała w Dub Narcotic Studio, które mieściło się w piwnicy Calvina.

## Artyści, którzy wydawali swoje albumy w K Records
- Adrian Orange
- All Girl Summer Fun Band
- Beat Happening
- Beck
- Bikini Kill
- Bis
- The Blackouts
- Karl Blau
- The Blow
- Built to Spill
- Chicks on Speed
- COCO
- The Crabs
- D+
- Sarah Dougher
- Dennis Driscoll
- Dub Narcotic Sound System
- Electrosexual
- Fifth Column
- Steve Fisk
- Gaze
- Girl Trouble
- The Halo Benders
- Jason Anderson („Wolf Colonel”)
- Calvin Johnson
- Karp
- Kimya Dawson
- Landing
- Lois
- Love as Laughter
- Lync
- Maher Shalal Hash Baz
- Mahjongg
- The Make-up
- Marine Research
- Mecca Normal
- The Microphones / Mount Eerie
- Mirah
- Miranda July
- Modest Mouse
- Old Time Relijun
- Anna Oxygen
- Pansy Division
- The Pine Hill Haints
- The Rondelles
- Saturday Looks Good To Me
- Shonen Knife
- The Softies
- Some Velvet Sidewalk
- Tender Trap
- Thee Headcoats
- Tiger Trap
- Wallpaper
- Yume Bitsu